# Tryssjöberget
Tryssjöberget är ett naturreservat i Gagnefs kommun i Dalarnas län.
Området är naturskyddat sedan 2008 och är 255 hektar stort. Reservatet ligger höglänt med Tryss klack som når 493 meter över havet. Här finns också några sprickdalar. Reservatet består av barrskog, myrar och vattendrag.